# 비노렐빈
비노렐빈(Vinorelbine, VNR) 또는 상표명인 나벨빈(Navelbine)은 유방암이나 폐암 등 여러 종류의 암을 치료하는 데 사용하는 화학요법 물질로, 보통 정맥으로 주입하거나 입으로 투여한다. 비노렐빈은 빈카 알카로이드 계열의 약물로, 미세소관의 기능을 방해해 세포 분열을 멈추게 하는 원리로 작용하는 것으로 추정하고 있다.
흔한 부작용으로는 골수 억제, 주사 지점의 통증, 구토, 피로감, 저림, 설사 등이 있고, 호흡곤란 등 심각한 부작용이 발생하는 경우도 있다. 임신 중 투여할 시 태아에 해를 끼칠 수 있다.
비노렐빈은 1994년 미국에서 의학적 사용이 허가되었으며, 현재 WHO 필수 의약품 목록에 등재되어 있다.

## 의학적 사용
비노렐빈은 폐암, 유방암, 자궁암, 난소암, 호지킨 림프종, 카포시육종 등의 치료에 사용한다. 미국에서 비노렐빈은 비소세포 폐암의 치료를 목적으로만 허가되어 있으나, 오프라벨을 통해 전이성 유방암을 치료하는 데 사용하기도 한다. 횡문근육종에도 치료 효과를 보인다.

## 부작용
비노렐빈의 대표적인 부작용으로는 화학요법 유발 말초신경병증(일종의 손발 저림 증상으로, 통증이 심하고, 낮은 온도에 매우 민감해짐), 면역 억제, 출혈, 빈혈, 변비, 구토, 설사, 구역질, 전체적인 피로감(무력증), 주사 부위의 염증(정맥염), 저나트륨혈증 등이 있다. 혈관 바깥으로 유출될 경우, 정맥염을 일으킬 수 있다. 덜 심한 부작용으로는, 탈모 증상과 알레르기 반응이 있다.

## 약리학
비노렐빈의 항암 효과는 튜불린과의 상호작용을 통해 세포 분열을 억제하기 때문에 나타난다.

## 역사
비노렐빈은 1980년대 프랑스 국립과학연구센터의 피에르 포티에가 개발하였으며, 1989년 프랑스에서 나벨빈이라는 상표명 하에 비소세포간암 치료를 목적으로 사용이 승인되었으며, 1991년에는 전이성 유방암 치료에도 승인을 받았다. 1994년 12월에는 미국 식품의약국 승인을 받았다.
대한민국에서는 1995년 비소세포폐암과 진행성 유방암의 치료 목적으로 승인되었으며, 2019년에는 경구 투여제의 사용이 승인되었다.

### 원천
마다가스카르에 서식하는 일일초(학명: Catharanthus roseus 카타란투스 로세우스[*])는 카타란틴, 빈돌린, 빈카 알카로이드 계열 약물인 빈블라스틴과 빈크리스틴의 주요 생산 식물로, 모두 일일초에서 원료를 채취한다. 비노렐빈은 상대적으로 최근에 개발된 반합성 약물로서, 일일초에서 직접 만들어지지는 않지만, 카타란틴과 빈돌린, 또는 류로신에서 합성할 수 있으며, 두 과정 모두 무수 비노렐빈을 거친다. 류로신을 이용할 경우 류로신에서 산소를 제거하며, 여기서 만들어진 무수 비노렐빈은 N-브로모석신이마이드, 트리플루오로아세트산, 테트라플루오로붕소산염은과 차례로 반응해 비노렐빈이 된다.